# Fresia
Fresia é uma comuna chilena, localizada na Província de Llanquihue, Região de Los Lagos.
A comuna limita-se: a leste com Llanquihue e Frutillar; a oeste com o Oceano Atlântico; a sul com Los Muermos; e a norte com Purranque, na Província de Osorno.
A sede da comuna localiza-se a 34 quilômetros a oeste de Puerto Varas. Destaca-se por sua grande praça e por uma bela igreja de arquitetura moderna.
A comuna desenvolveu um projeto para ajudar aos pequenos agricultores, apoiando o cultivo de morangos (Fragaria chiloensis) em estufas.